# Grisebachianthus
Grisebachianthus, rod glavočika iz podtribusa Critoniinae, dio tribusa Eupatorieae.

## Opis
Rod Grisebachianthus uključuje 7 grmolikih vrsta s Kube. Rod je sličan Koanophyllonu, odlikuje se gustom dlakavošću. Molekularni podaci, međutim, upućuju na to da je Grisebachianthus filogenetski inskupina Koanophyllonu, te da bi ga vjerojatno trebalo kombinirati s njim.

## Vrste
1. Grisebachianthus carsticola (Borhidi & O.Muñiz) R.M.King & H.Rob.
2. Grisebachianthus hypoleucus (Griseb.) R.M.King & H.Rob.
3. Grisebachianthus lantanifolius (Griseb.) R.M.King & H.Rob.
4. Grisebachianthus libanoticus (Sch.Bip.) R.M.King & H.Rob.
5. Grisebachianthus mayarensis (Alain) R.M.King & H.Rob.
6. Grisebachianthus nipensis (B.L.Rob.) R.M.King & H.Rob.
7. Grisebachianthus plucheoides (Griseb.) R.M.King & H.Rob.